# اس‌اس ایتالیا (۱۹۰۴)
اس‌اس ایتالیا (۱۹۰۴) (به انگلیسی: SS Italia (1904)) یک زیردریایی بود. این زیردریایی در سال ۱۹۰۴ ساخته شد.